# Autoritratto (Peterzano)
L'Autoritratto  di Simone Peterzano è un dipinto olio su tavola conservato nella collezione di Maurizio Calvesi di Roma.

## Storia
La prima indicazione della presenza di un autoritratto del veneziano Simone Peterzano fu segnalata da Maurizio Calvesi nel 1978, citando un documento che aveva visionato negli anni Sessanta che indicava la presenza del dipinto firmato e datato che era stato venduto all'asta Antonina di Roma. Indicazione che lo stesso critico inserì nella pubblicazione di un ventennio successiva, del 1999 l'anno successivo all'effettiva vendita del dipinto sempre dalla casa d'asta romana. Maurizio Calvesi, aveva dedicato la sua tesi all'artista che, alunno di Tiziano, era diventato il maestro del Caravaggio. Il dipinto è firmato e datato 1589. L'opera raffigura un personaggio dall'apparente età di 60 anni, questo ha fatto anticipare la data di nascita dell'artista di qualche anno, che era precedentemente indicata intorno al 1540, in considerazione anche del suo certificato di morte del 6 novembre 1599 dove viene indicato dell'età di 64 anni. La data fu così indicativamente calcolata al 1535. Il ritratto quindi doveva essere stato realizzato quando il Peterzano aveva circa 54 anni.
Non è questo il primo suo ritratto si era infatti dipinto nella tela Santi Paolo e Barnaba a Listra conservato a Milano nella chiesa di Santa Barnaba, questo porta alla considerazione che l'artista si era fosse specializzato nei ritratti. Prese a bottega nel 1575 Francesco Alicati con l'impegno di insegnargli a «far retratti»: in arte pingendi mazime ut vulgo dicitur et far retrati. Si conservano alcuni disegni preparatori a questo ritratto riconducibili proprio alla mano dell'artista bergamasco.
Non si conosce la destinazione del dipinto forse realizzato per qualche accademia quando aveva raggiunto una certa fama.

## Descrizione
La tavola è di piccole dimensioni, per questo particolarmente significativa in ogni particolare. Lo sfondo del dipinto è completamente nero dal quale appare chiaramente il capo del personaggio incorniciato da una barba grigia completa di baffi, ben curata, legato in una gorgiera a lattuga. La luce che proviene da sinistra, ne illumina i tratti, il colletto e le mani che tengono un pennello e una tavola dei colori, importanti strumenti dell'artista, quasi che fosse sua parte integrante, particolare che pare anticipare quella che sarà la sensibilità artistica di Caravaggio, suo alunno. L'abito è scuro, ma lo sguardo è intenso, diretto all'osservatore: 
(Alessandro Zuccari)
Il Peterzano si dipinge quasi sprezzante all'osservatore, caratteristica tipica delle opere adatta agli accademici, questo farebbe pensare che fosse destinato a un'accademia o centro culturale dove forse il pittore era ben inserito. Secondo Calvesi poteva essere membro dell'Accademia di Val di Blenio, cosa mia riscontrata in documenti, anche se presidente di detta accademia era il suo amico Giovan Paolo Lomazzo.
L'artista si è raffigurata nel classico taglio in cui venivano eseguiti questi dipinti, riprendendosi di fronte a uno specchio, pur riuscendo a sembrare molto plastico. L'osservato del dipinto si trova quindi posizionato dove è lo specchio.  Gli anni trascorsi a Venezia e nel milanese gli avevano sicuramente dato un importante preparazione anche sui ritratti che dall'autoritratto traspare, e che l'artista aveva già manifestato nel dipinto Sant'Ambrogio tra i santi Gervasio e Protasio. Aveva inoltre già eseguito un suo ritratto nel dipinto Santi Paolo e Barnaba a Listra, dove tra i personaggi raffigurati appare un uomo con cappello e gorgiera, sicuramente autoritratto del Peterzano.
La tavola termina con una scritta: «SIMON. PETERZANVVS. VENETVS. TITIANI ALVMNVS - FECIT MDLXXXVIIII». L'artista voleva indicare la sua origine veneziana, anche se nativo di Bergamo, nonché la scuola presso il Vecellio. Degli anni veneziani non vi sono testimonianze ma l'artista più volte si indicò come alunno di Tiziano, il Vasari aveva inoltre scritto che “molti erano stati con Tiziano a imparare, ma non è un grande numero di coloro che veramente si possono dire suoi discepoli, percioché non ha molto insegnato, ma ha imparato ciascuno più o meno secondo che ha saputo pigliare dall'opere fatte da Tiziano”.